# Bruno China
Bruno Manuel Rodrigues Silva, mais conhecido por Bruno China, (Matosinhos, 5 de Agosto de 1982) é um futebolista português, que joga  habitualmente a médio.
Iniciou a carreira como profissional ao serviço do Leixões Sport Club, clube onde actuou durante 9 épocas. No início da época 2009/2010, ainda jogou o primeiro jogo da liga pelo Leixões, mas foi anunciada depois a sua transferência para o Mallorca, do campeonato espanhol.
Na época de 2013/2014 assinou pelo Clube de Futebol "Os Belenenses".